# Георги Лютаков
Георги Цветанов (Цветков) Лютаков е виден член на Ветренския революционен комитет, участвал активно в подготовката на Априлското въстание в селото.

## Биография
Войвода е на чета от 70 души, с която се сражава на връх Еледжик. След поражението на въстанието е заловен от турските власти и е затворен в Татарпазарджишкия, а след това в Пловдивския затвор, изправен пред съд и осъден на смърт. Спасява го намесата на западноевропейски консули и анкетни комисии. Заточен е в Адана (Мала Азия) заедно с учителя Йордан Ненов. Завръща се в България след подписването на Санстефанския договор през 1878 година.